# Przestępczość zorganizowana

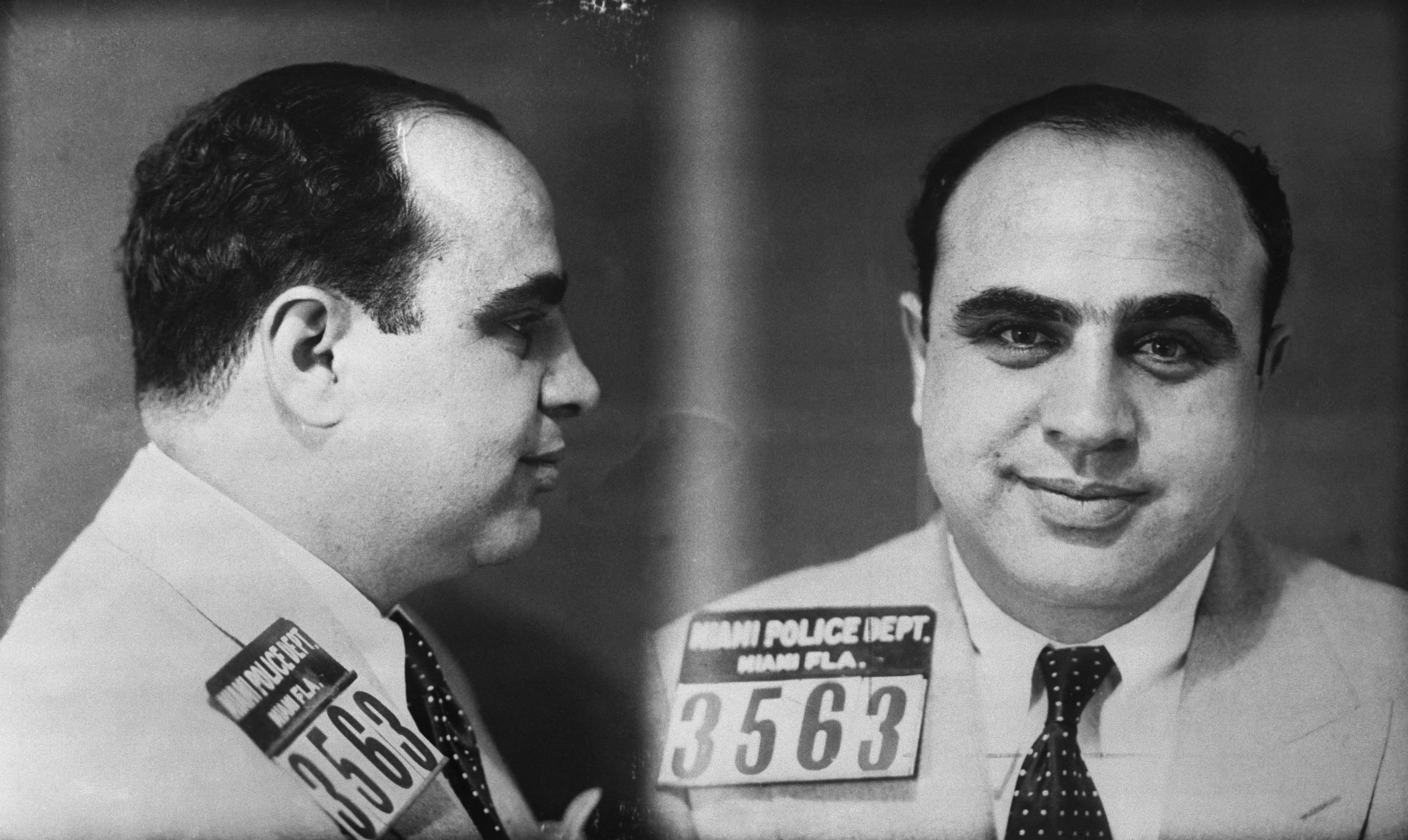
Al Capone, jeden z przywódców przestępczości zorganizowanej

Przestępczość zorganizowana – zjawisko kryminalne występujące w skali międzynarodowej, którego nie można ściśle ograniczyć stanem faktycznym pojedynczego przestępstwa. Obejmuje ona zbiór poszczególnych przestępstw, złożoną postać (formę) aspołecznych zachowań, nie jest zjawiskiem wcześniej nieznanym, występowała w wielu krajach, w różnej formie, a przedmiotem jej zainteresowań były różne obszary życia społeczno-ekonomicznego.

## Definiowanie przestępczości zorganizowanej w Polsce
Problem definicji przestępczości zorganizowanej jest niezwykle kontrowersyjny i skomplikowany ze względu na różnorodność i zmienność form jej występowania w różnych krajach, dlatego definicji tego rodzaju przestępczości istnieje wiele. W polskiej praktyce organów ścigania i wymiaru sprawiedliwości są wykorzystywane różne definicje wypracowane przez poszczególne państwa i organizacje międzynarodowe.
Biuro do Walki z Przestępczością Zorganizowaną Komendy Głównej Policji posługuje się własną definicją przestępczości zorganizowanej, na którą składa się kilka elementów. Sprawcy działają z chęci zysku lub żądzy władzy, działalność grupy trwa przez dłuższy czas, jest to zorganizowana struktura, w której występuje podział zadań między członkami, sposobem zarabiania pieniędzy jest multiprzestępczość, grupa jest hermetyczna, zdyscyplinowana i poddana kontroli, używa przemocy lub innych środków zastraszania, dąży do wywarcia wpływu na politykę, organy ścigania, sądy lub media, nieraz prowadzi działalność w skali międzynarodowej, „pierze brudne pieniądze”.
Pojęcie przestępczość zorganizowana do polskiego ustawodawstwa zostało wprowadzone w ustawie O ochronie obrotu gospodarczego z 12 października 1994 r. do przepisu zakazującego „prania brudnych pieniędzy” (jednak bez właściwej interpretacji prawnej).
W treści Kodeksu karnego zawarto najważniejsze z punktu widzenia niniejszego zagadnienia unormowania prawne, stanowiące obecnie podstawy ścigania działalności zorganizowanych grup oraz związków przestępczych. Zgodnie z art. 258 § 1 Kodeksu karnego, „Kto bierze udział w zorganizowanej grupie albo związku mających na celu popełnienie przestępstwa lub przestępstwa skarbowego, podlega karze pozbawienia wolności od 3 miesięcy do lat 5.”. Kolejne paragrafy tegoż artykułu przewidują kwalifikowany typ wzmiankowanego przestępstwa, zagrożony wyższą odpowiedzialnością karną sprawcy. Odpowiednio § 2 przewiduje, że w wypadku gdy grupa albo związek określone w § 1 mają charakter zbrojny albo mają na celu popełnienie przestępstwa o charakterze terrorystycznym, sprawca podlega karze pozbawienia wolności od 6 miesięcy do lat 8. Zgodnie z § 3, kto grupę albo związek określone w § 1 w tym mające charakter zbrojny zakłada lub taką grupą albo związkiem kieruje, podlega karze pozbawienia wolności od roku do lat 10. Zgodnie z § 4, kto grupę albo związek mające na celu popełnienie przestępstwa o charakterze terrorystycznym zakłada lub taką grupą lub związkiem kieruje, podlega karze pozbawienia wolności na czas nie krótszy od lat 3. Znamienne pozostaje rozróżnienie podmiotu przestępstwa, wedle stopnia zorganizowania: na związek przestępczy oraz zorganizowaną grupę przestępczą. Za związek przestępczy uważać należy trwały zespół przynajmniej 3 osób, przejawiający cechy zorganizowania zmaterializowane w ustalonych regułach przyjmowania do struktury nowych członków, zasadzie podporządkowania hierarchicznego, dyscypliny oraz realizacji obowiązków związanych z przydzielonym zakresem kompetencji, właściwych dla profilu działania związku. Natomiast pod pojęciem zorganizowanej grupy przestępczej rozumieć należy współpracę, co najmniej, trzech osób, której cel stanowi popełnienie określonych przestępstw lub też generalnie popełnianie przestępstw o luźnym związku zachodzącym pomiędzy poszczególnymi popełnionymi czynami, między innymi bez określenia stałych ról i utrwalonych hierarchii wewnątrz struktury, o większym jednak określeniu ról niż przy współsprawstwie. Nie stanowi jednak grupy przestępczej samo zawiązanie porozumienia z inną osobą lub osobami w celu popełnienia jednostkowego przestępstwa.

## W prawie międzynarodowym
W Konwencji ONZ przeciwko międzynarodowej przestępczości zorganizowanej z 2000 r. w art. 2a) zorganizowana grupa przestępcza oznacza posiadającą strukturę grupę składającą się z 3 lub więcej osób, istniejącą przez pewien czas oraz działającą w porozumieniu w celu popełnienia jednego lub więcej poważnych przestępstw określonych na podstawie niniejszej konwencji, dla uzyskania, w sposób bezpośredni lub pośredni, korzyści finansowej lub innej korzyści materialnej. W art. 2c) grupa posiadająca strukturę oznacza grupę, która została utworzona nie w sposób przypadkowy w celu bezpośredniego popełnienia przestępstwa i która nie musi posiadać formalnie określonych ról dla swoich członków, ciągłości członkostwa czy rozwiniętej struktury.

## Przestępczość zorganizowana na świecie
W wielu państwach na świecie działają zorganizowane grupy przestępcze, często posiadające długą tradycję.

Poniżej przedstawiono najbardziej znane zorganizowane grupy przestępcze z podziałem na państwa, w których występują.
- Meksyk – kartele narkotykowe, posiadają własne bojówki paramilitarne, od lat 90 prowadzą między sobą tzw.: wojny narkotykowe o kontrolę szlaków narkotykowych do Stanów Zjednoczonych, do walki z nimi meksykański rząd w 2006 wysłał wojsko;
- Włochy – mafia, zorganizowana grupa przestępcza oparta na więzach rodzinnych;
- Stany Zjednoczone – najbardziej znane obecnie gangi to Bloods(inne języki) oraz Crips;
- Japonia – Yakuza, tradycyjna organizacja przestępcza uważana przez Księgę rekordów Guinnessa za największą na świecie.